# José Nicolás Matienzo
José Nicolás Matienzo (San Miguel del Tucumán, 4 de octubre de 1860 - Buenos Aires, 3 de enero de 1936) fue un abogado, magistrado, escritor, académico, decano y hombre de estado argentino.
Fue un destacado constitucionalista, profesor y decano en la Universidad de Buenos Aires y en la Universidad Nacional de La Plata.
En su trayectoria pública de más de medio siglo actuó, ya sea a nivel provincial o nacional, en los tres poderes del estado, desempeñando cargos como ministro de gobierno de la provincia de Santiago del Estero, legislador en el Senado de la Provincia de Buenos Aires, ministro de la Suprema Corte de la provincia de Buenos Aires, responsable del Departamento Nacional del Trabajo de la Nación en la presidencia de José Figueroa Alcorta, procurador general de la Nación en la presidencia de Hipólito Yrigoyen, ministro del Interior de la Nación en la presidencia de Marcelo Torcuato de Alvear, y senador nacional en representación de la provincia de Tucumán.
En su extensa producción escrita se cuentan más de 200 obras.

## Antepasados
José Nicolás Matienzo fue descendiente del famoso oidor Juan de Matienzo,  relator de la Audiencia de Valladolid del siglo XVI que pasó a la de Charcas donde, además del trabajo de curia, escribió cuatro volúmenes referidos al «Gobierno del Perú» y comentarios a las leyes españolas. Así, Juan de Matienzo es considerado uno de los juristas que alcanzó nombradía en la elaboración, exposición e interpretación del derecho indiano.
A su vez, el abuelo de José Nicolás Matienzo, de su mismo nombre, fue rector de la Universidad Mayor Real y Pontificia San Francisco Xavier de Chuquisaca. El padre de José Nicolás Matienzo, de nombre Agustín, fue doctor en derecho y se acreditó como ministro plenipotenciario de Bolivia, para radicarse en definitiva en Tucumán.

## Sus años de formación

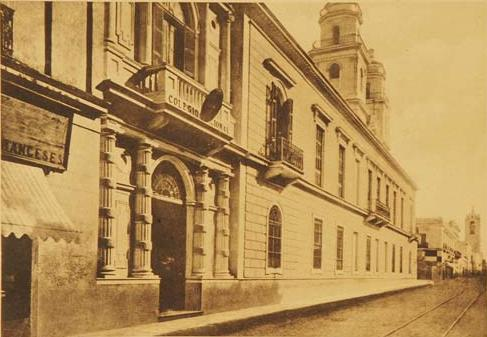
Antiguo edificio del Colegio Nacional Central donde estudió José Nicolás Matienzo

Fue en San Miguel de Tucumán, Argentina, donde nació José Nicolás Matienzo, el 4 de octubre de 1860. Siempre conservaría un afecto profundo por su tierra natal, como también por algunos de sus prohombres: Juan Bautista Alberdi y Nicolás Avellaneda.
Cursó sus estudios secundarios en el Colegio Nacional Central, actual Colegio Nacional de Buenos Aires. Luego continuó sus estudios en la Facultad de Derecho de la Universidad de Buenos Aires, donde tuvo como mentor al profesor José Manuel Estrada, y donde se graduó en 1882. Como estudiante universitario comenzó a contribuir con artículos y columnas sobre una variedad de temas, lo cual continúo en los años subsiguientes.

## Sus inicios en el servicio público

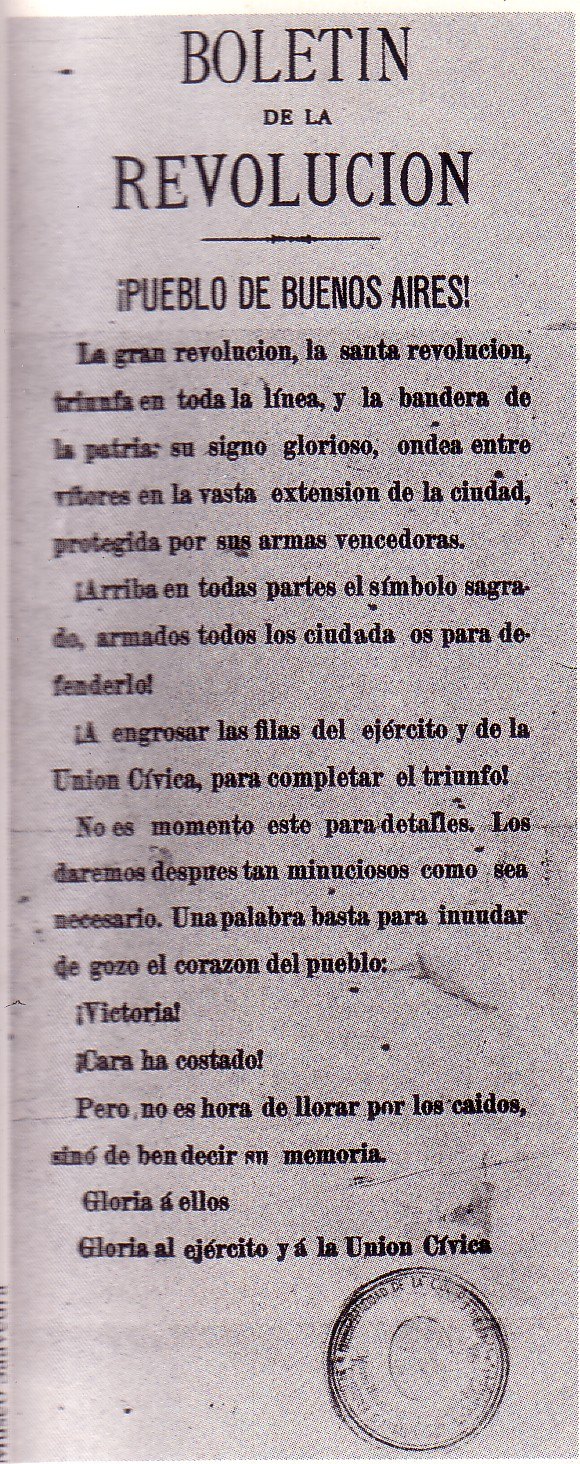
Boletín de la Revolución del Parque, a cuyos activistas Matienzo daría asesoramiento legal.

Se incorporó al servicio público como asesor legal del Ministerio de Asuntos Públicos de Buenos Aires, en 1885. Su experiencia le hizo ganar un lugar en la Comisión Regulatoria del Ferrocarril, que contribuyó al desarrollo rápido y ordenado de la red de ferrocarriles de la Argentina luego de 1889. Más tarde, sirvió como juez en el fuero civil en la ciudad de La Plata hasta 1890.
Al principio, Matienzo apoyó al Partido Autonomista Nacional o Gran Partido Nacional (este último fue el nombre más usado en la campaña para las elecciones presidenciales del 11 de abril de 1886), pero se desilusionó con el gobierno del presidente Miguel Juárez Celman, cuya gestión desembocaría en la tremenda crisis económica de 1889 y el pánico de 1890. El 26 de julio de 1890 estalló la Revolución del Parque, y Matienzo daría más tarde asesoramiento legal a los activistas.
Como hombre de la generación de los '80, José Nicolás Matienzo era positivista, pero sin desentenderse de los interrogantes esenciales. Ejerció una función crítica dentro del sistema social y político, pero no se comportó como disidente ni practicó el «antisistema». En 1902 denunció el «acuerdo» entre los jefes de partido: Bartolomé Mitre, Julio A. Roca, Carlos Pellegrini y Bernardo de Irigoyen. Fue sin duda uno de los operadores más lúcidos de la conciencia constitucional.

## Su vida académica
Fue profesor de la recién creada Facultad de Filosofía y Letras de la Universidad de Buenos Aires en 1904, enseñando historia de la filosofía y lógica. En 1906 fue designado decano por un periodo de seis años, que resultó rico en realizaciones como la colección de documentos de la organización nacional, que dio lugar al Instituto de Investigaciones Históricas.
En la Facultad de Ciencias Jurídicas y Sociales de la Universidad Nacional de La Plata dejó la Cátedra de Derecho civil y desde 1909 enseñó Derecho constitucional. Por su conocimiento y sus propuestas sobre el tema sería reconocido como un constitucionalista de envergadura en la Argentina. A partir de 1913 sería decano por cinco años.
José Nicolás Matienzo fue promotor de la fundación de la Academia Nacional de Derecho y Ciencias Sociales de Buenos Aires en 1908, organismo al cual presidió durante 20 años, desde 1916 hasta su muerte en 1936. Su hijo, de nombre Agustín Nicolás, sería presidente de la misma Academia entre 1967 y 1971.

## Su trabajo en los tres poderes de gobierno y en la política argentina
Su carrera administrativa en los tres poderes de gobierno fue muy rica, lo cual lo habilitó además para su labor de publicista, ya que siempre estaba muy cercano a la realidad. Ya los 23 años se desempeñó como ministro de Gobierno de la provincia de Santiago del Estero, y se dio tiempo para redactar un proyecto de Constitución.
Antes de enseñar en las Universidades de Buenos Aires y de La Plata, Matienzo desarrolló su labor en el Senado de la Provincia de Buenos Aires, donde fue famoso por su defensa del federalismo.

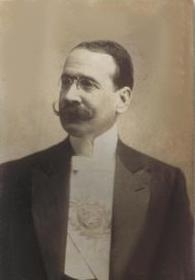
El presidente José Figueroa Alcorta creó el Departamento Nacional del Trabajo y nombró al frente de ese organismo a José Nicolás Matienzo

Por decreto del 14 de marzo de 1907, el presidente José Figueroa Alcorta creó el Departamento Nacional del Trabajo (uno de los primeros antecedentes del actual Ministerio de Trabajo, Empleo y Seguridad Social de Argentina) y designó en el cargo a Matienzo, con la misión de «recoger, coordinar y publicar todos los datos relativos al trabajo de la República, especialmente en lo que concierne a las relaciones del trabajo y del capital y a las reformas legislativas y administrativas capaces de mejorar la situación material, social, intelectual y moral de los trabajadores». Habiendo aceptado el cargo durante un período de solevantamiento del movimiento obrero argentino, comisionó la aceleración de la reforma de la ley laboral y ordenó la publicación de un boletín que detallaba todas las actividades desarrolladas.

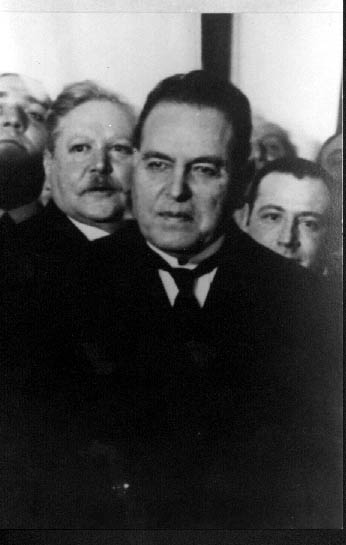
El presidente Hipólito Yrigoyen en 1916. A fines de 1917, designó a Matienzo para la Procuraduría General de la Nación.

Entre 1910 y 1913 fue ministro de la Suprema Corte de la Provincia de Buenos Aires. En 1910, integró una comisión destinada a proyectar la reforma del Código Penal, que sirvió de modelo al código que se aprobaría en 1921. En 1913 actuó como vocal de la Cámara Federal de la Capital.
Por decreto del 27 de noviembre de 1917 fue designado procurador general de la Nación por el presidente Hipólito Yrigoyen, cargo que prefirió al de Juez de la Suprema Corte de la Nación. Matienzo había predicado antes «la falta de sinceridad con que se entra en la vida pública» y «la creciente mala fe con que se detentan las posiciones oficiales y se utilizan sus resortes», por lo cual no había que temer de su parte una conducta dócil al poder político en calidad de procurador. El presidente Yrigoyen logró retenerlo hasta el 3 de enero de 1922, es decir, durante la casi totalidad de su período presidencial, aunque Matienzo mantuvo diferencias con la gestión yrigoyenista, crecientemente autocrática.

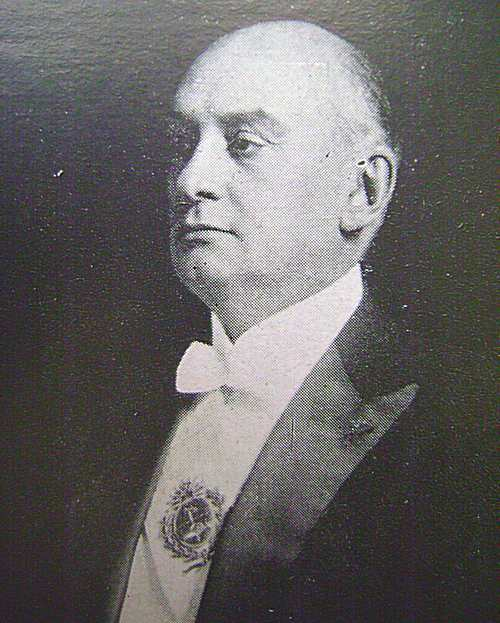
El presidente Marcelo Torcuato de Alvear nombró a Matienzo ministro del Interior.

Su postura le granjeó a la postre su designación como ministro del Interior bajo el gobierno de Marcelo Torcuato de Alvear, sucesor de Yrigoyen en la presidencia, en tanto que fueron removidos todos los restantes funcionarios de alto nivel del gabinete del gobierno yrigoyenista. Matienzo se alejó de ese cargo en noviembre de 1923.
En 1927, Matienzo aceptó el ofrecimiento del líder socialista Juan B. Justo de unirse a su candidatura como compañero de fórmula. Su decisión de incluir a Matienzo desató una división en el partido durante la convención de ese año. Tres meses antes de las elecciones presidenciales de abril de 1928, Juan B. Justo murió. El ya anciano Matienzo fue elegido para ocupar una banca en el Senado de la Nación, como representante de la provincia de Tucumán, cargo que ocupó hasta su fallecimiento, el 3 de enero de 1936, a la edad de 75 años.
Así, la vida pública de José Nicolás Matienzo transitó más de medio siglo de historia argentina, desde sus comienzos a los 23 años como ministro de Gobierno de la provincia de Santiago del Estero, hasta su muerte en 1936 siendo senador de la Nación por su provincia de Tucumán natal.

## Algunas de sus obras
Entre sus más de 200 obras se destacan:
- El derecho representativo federal en la República Argentina (1910), obra publicada en el centenario de la Revolución de Mayo, obra que fue reeditada en francés en 1912 y en Madrid en 1917.
- Temas políticos e históricos (1916).
- Lecciones de derecho constitucional, en dos tomos, versión taquigráfica de sus clases en la Universidad de La Plata.
- Cuestiones de derecho público argentino (1925), selección de sus dictámenes como procurador general de la Nación.
- Nuevos temas políticos e históricos (1928).
- Remedios contra el gobierno personal (1930).